# Malarstwo pompejańskie

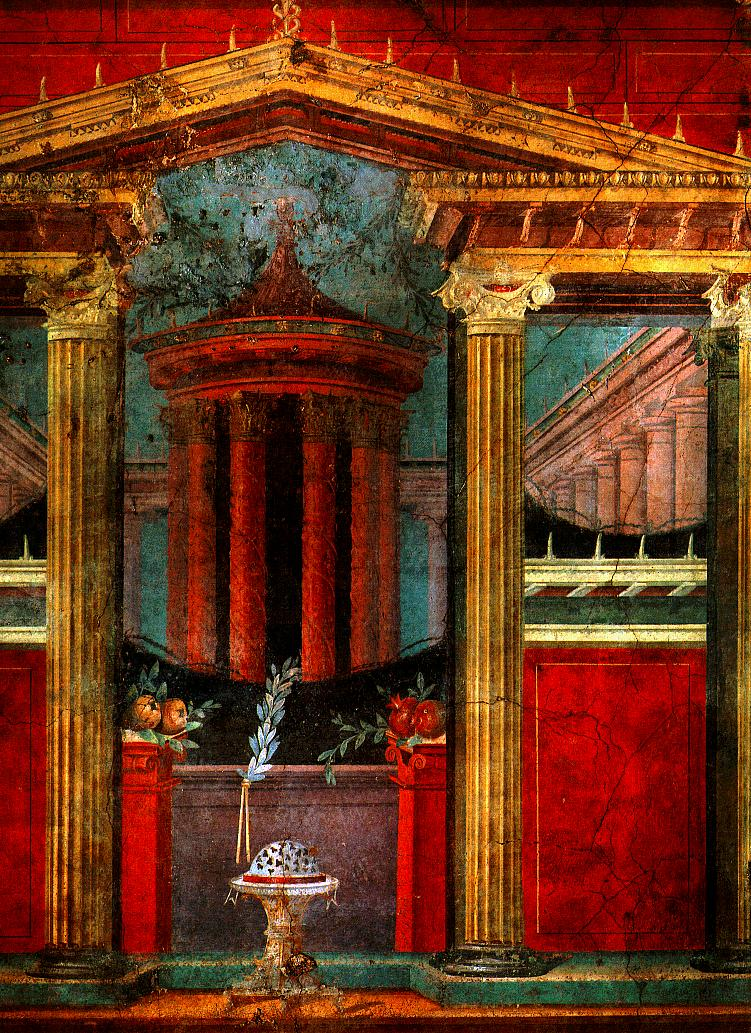
Iluzjonistyczny fresk – Pompeje

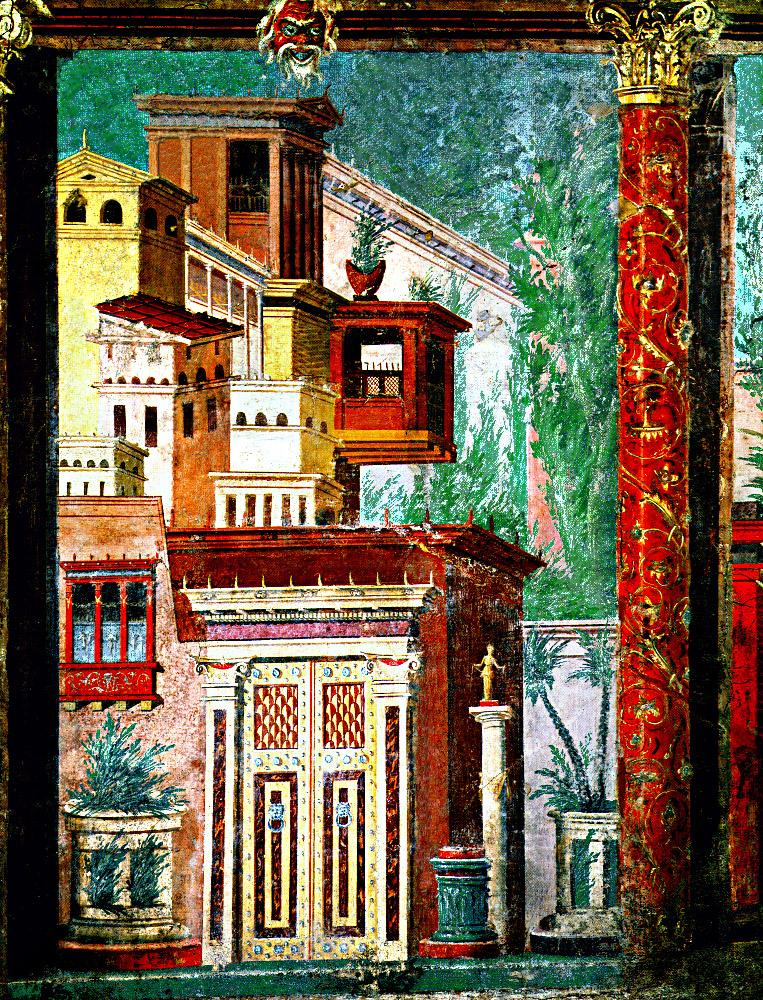
Fantazyjna architektura przedstawiona na fresku odkrytym w Pompejach

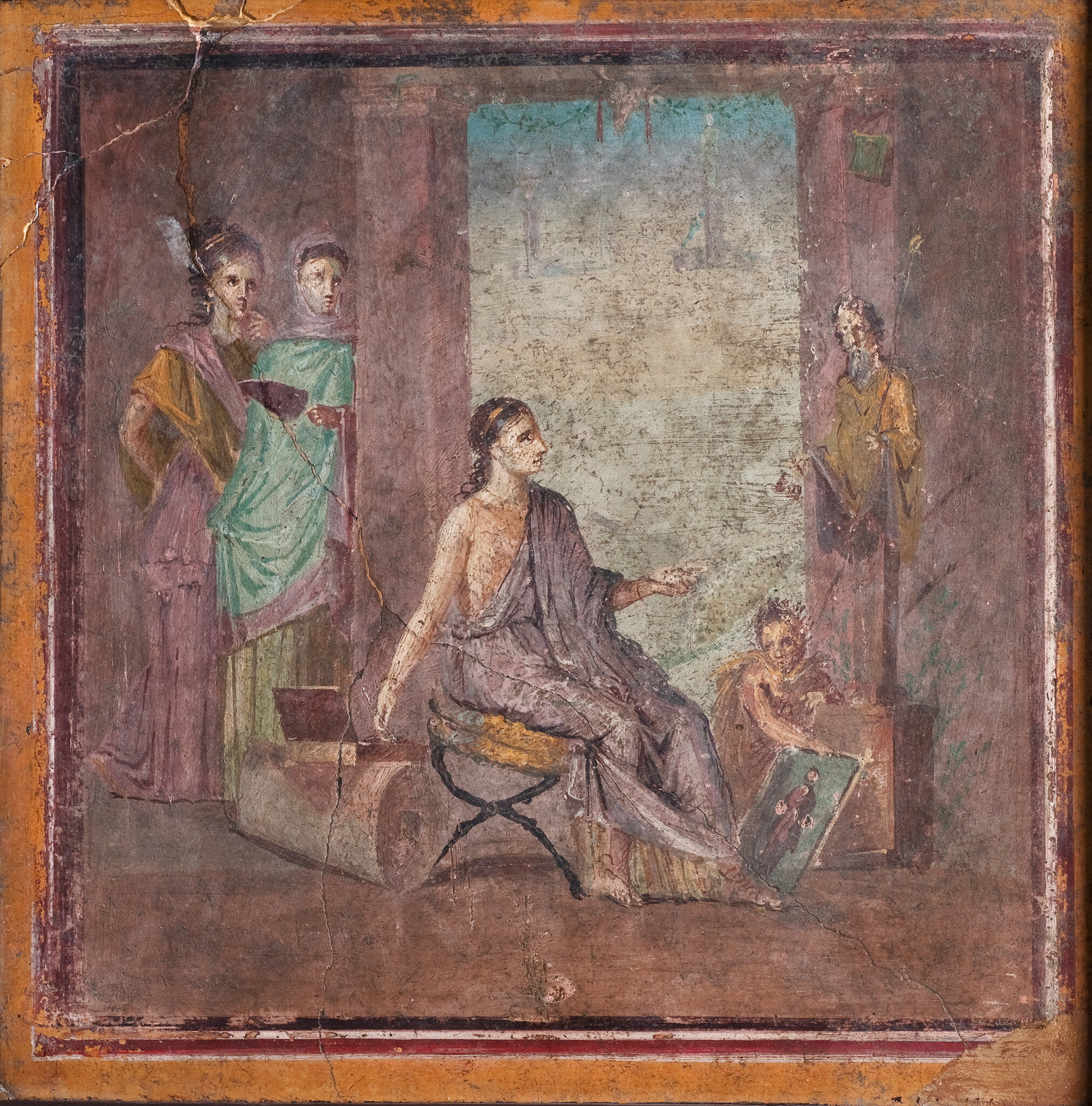
Przykład obrazu figuralnego malowanego bezpośrednio na ścianie. Obraz ujęty jest w delikatnie zaznaczone ramy

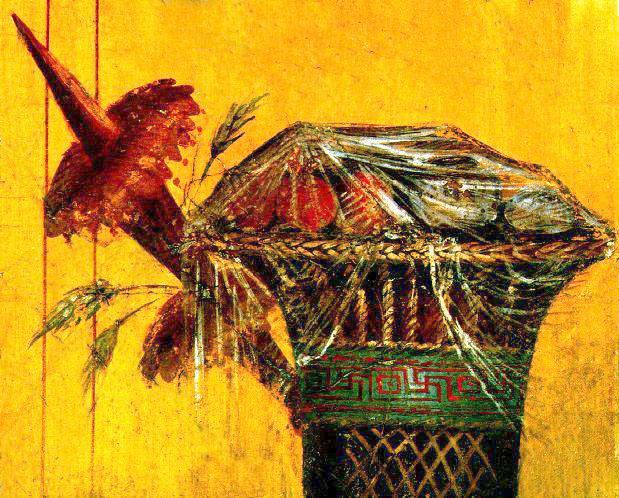
Przykład martwej natury – kosz z owocami

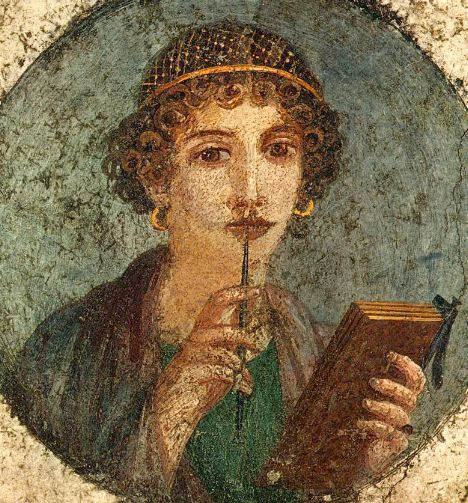
Panna z bogatego, pompejańskiego domu. Jej staranne wykształcenie symbolizują przybory do pisania: rysik i tabliczka, połowa I w.

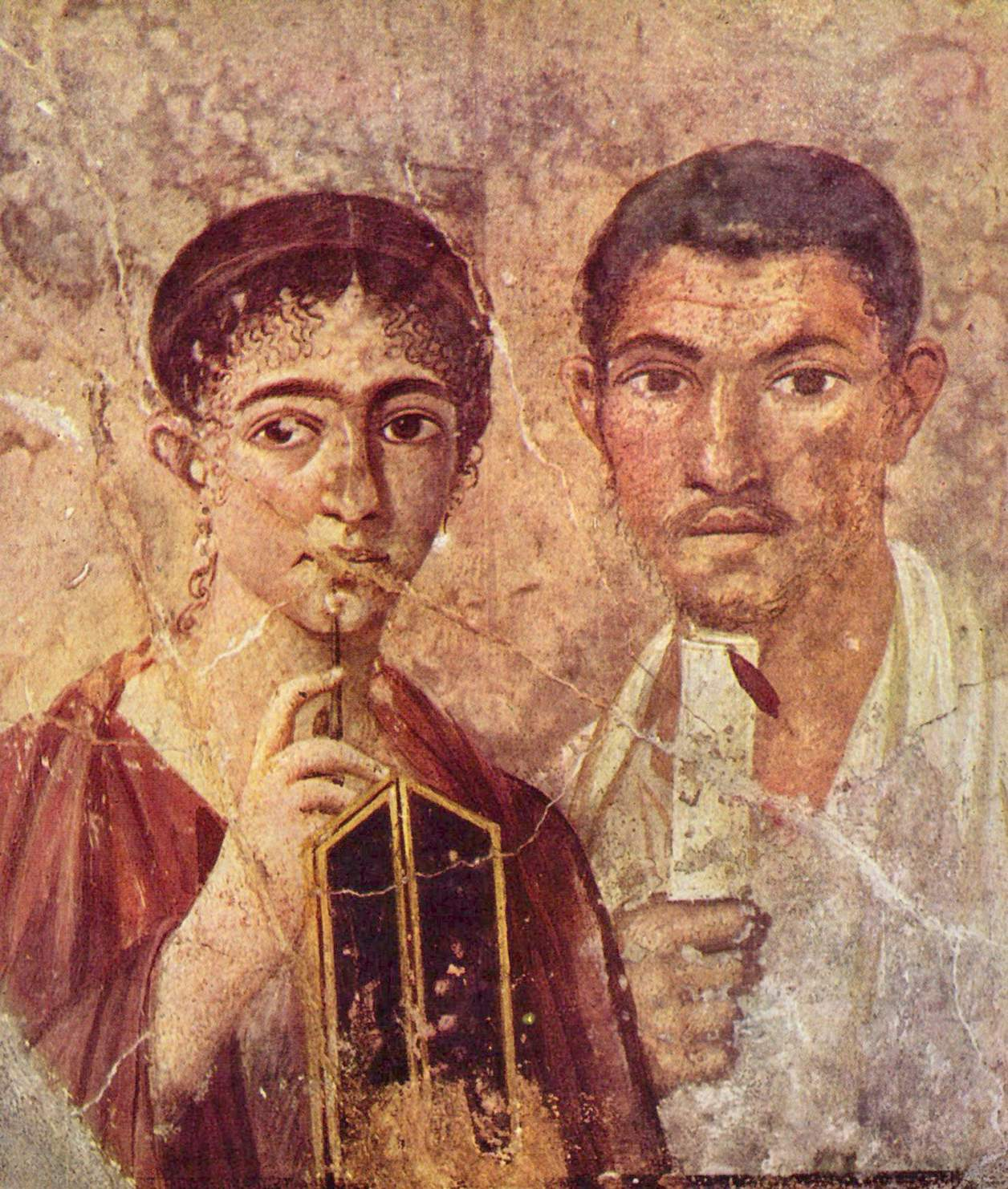
Portret pary małżeńskiej z drugiej połowy I w. Mężczyzna to urzędnik Terencjusz Neo albo piekarz Pakwinius Prokolus

Malarstwo pompejańskie – odnalezione w Pompejach liczne malowidła na ścianach odkopanego spod warstw popiołów miasta pozwoliły badaczom na odtworzenie historii malarstwa rzymskiego do 79 r. August Mau w XIX w. wyróżnił cztery style pompejańskie stosowane do dekoracji architektonicznej.

## Styl pompejański pierwszy
Nazywany też stylem inkrustacyjnym lub strukturalnym. Cechowały go dekoracje ścienne z zastosowaniem sztukaterii imitujących marmurowe, alabastrowe płyty umieszczane na ścianach. Wprowadzały one podział płaszczyzny ściany na trzy poziome części. Pas położony najniżej naśladował cokół i ortostaty. Kolorystyka cokołu, na ogół żółta, naśladowała drewno. Ortostaty kształtowane były w postaci płyt w układzie pionowym. Część środkowa ściany zdobiona była płaskimi płytami układanymi poziomo w kolorach naśladujących wielobarwne marmury. Tę część ściany wieńczył gzyms ze stiuku zdobiony ząbkami. Najwyższy pas stanowiła gładka, biała ściana, czasem wykończona pasem drugiego gzymsu. Podział uzupełniany był przez wprowadzenie w narożach wnętrza oraz wzdłuż ścian stiukowych pilastrów prowadzonych od podłogi do sufitu, ozdobionych bogatym reliefem w formie głowicy. Najwyższy pas, gzymsy i pilastry malowano kolorem białym. Styl pompejański pierwszy stosowany był od II w. p.n.e. do ok. 80 p.n.e. w ośrodkach związanych z kulturą helleńską.

## Styl pompejański drugi
Rozwijał się w okresie od ok. 90 p.n.e. do 15 p.n.e. Zostały wprowadzone w nim obrazy iluzjonistyczne z przedstawieniami pejzażu i motywów architektonicznych. Dekoracja miała wprowadzić wrażenie większych przestrzeni. Na ścianach pojawiły się imitacje obrazów tablicowych przedstawiające sceny mitologiczne rozgrywane na tle krajobrazu. Elementy sztukaterii stopniowo zostały zastępowane ich malarskimi odpowiednikami. Sam podział ścian przypominał styl pompejański pierwszy. Jednak stopniowo wprowadzane zmiany zastąpiły poszczególne jego elementy. Do około 70 p.n.e. znaczna część zdobień wykonywana była w stiuku. W kolorystyce dominowały barwy: biała, czerwona, żółta, zielona i fioletowa. Po 70 r. p.n.e. wprowadzane były malarskie iluzje naśladujące prześwity w ścianach. Namalowane kolumny dzieliły płaszczyznę ścian na trzy części, z których środkowa (interkolumnium) była wyraźnie dominująca. W tym okresie pojawiły się pierwsze naśladownictwa obrazów tablicowych zdobiących górne części ścian. Po roku 50 p.n.e. zaczęto wprowadzać zmiany potęgujące wrażenie przestrzeni, prześwitów w ścianach, które coraz bardziej przypominały dekoracje teatralne. Wprowadzony został pejzaż ogrodowy wraz z ogrodową architekturą. W latach czterdziestych wprowadzone zostały duże kompozycje pokrywające całe ściany w taki sposób, jakby one w ogóle nie istniały lub były przeźroczyste, a widoczny pejzaż oglądany był w naturze. Po 40 p.n.e. nastała moda na stopniowe zamykanie otwartych prześwitów, coraz częściej stosowane były dekoracje malowane wprost na ścianach w formie obrazów tablicowych.

## Styl pompejański trzeci
Zwany także orientalnym lub egiptyzującym – trwał od ok. 20 p.n.e. do 50 r. n.e. Cechą charakterystyczną było odejście od iluzjonizmu. Przestrzegana była ścisła symetria podziału ściany i centralna kompozycja dekoracji. Ściana dzielona była w układzie poziomym i pionowym. Nadal utrzymywany był podział na trzy części poziome: cokół, część środkową i górną. W wydzielonej podziałem pionowym, w środkowej części ściany dopuszczany był podział na trzy lub pięć płaszczyzn, rozdzielonych malarskimi motywami geometrycznymi lub roślinnymi w formie girland rozwieszonych pomiędzy smukłymi kolumienkami, przypominającymi podstawy kandelabrów. W tle pojawiły się delikatne motywy ptaków lub częściowo fantastycznych zwierząt. Często wprowadzane były rośliny i zwierzęta charakterystyczne dla pejzażu egipskiego. Tak wydzielone płaszczyzny zdobione były imitacjami obrazów tablicowych. Miejsce środkowe zajmowano sceną z przedstawieniem figuralnym. Boczne płaszczyzny zdobiono pojedynczymi motywami w formie figur, mniejszych obrazków itp. Po 25 r. nastąpił pewien powrót do iluzji przez wprowadzenie w wydzielonych kwaterach obrazów przedstawiających widok na otwartą przestrzeń (np. wyobrażenie prześwitu) lub okna z widniejącym w dali pejzażem architektonicznym.

## Styl pompejański czwarty
Za okres jego trwania przyjmuje się lata 50-100. Szczególną popularność zdobył w Pompejach podczas prac związanych z odbudową miasta po trzęsieniu ziemi (po 63 r.). Również w Rzymie w tym samym czasie (dokładniej w 64 r.) rozpoczęto budowę Złotego Domu Nerona. Ściany pokrywane były obrazami przedstawiającymi ogromne prześwity, w których widoczne są kolejne sale, komnaty o otwartych drzwiach i oknach, loggiach, balkonach. Ukazywana architektura jest nierealna (stąd nazwa stylu określanego także mianem stylu architektury fantastycznej), ukazywane budynki i ich fragmenty nie spełniają wymogów perspektywy ani zasad stosowanych w ówczesnym budownictwie. Celem tych piętrzących się obrazów było stworzenie iluzji głębi. Zanikł podział płaszczyzny ściany na trzy części. Oprócz malowideł iluzjonistycznych ponownie pojawiły się kopie obrazów tablicowych o tematyce mitologicznej.
W sposób niezależny od głównych prądów w stylach malarskich rozwijały się także dekoracje o innej tematyce. W jadalniach często spotykane były malowidła przedstawiające martwe natury złożone z ryb, ptaków, owoców, szklanych naczyń z wodą. Spotykane są też malowane wprost na ścianach portrety najprawdopodobniej mieszkańców domów.